# مزرعة الطفيلة للرياح
محطة الطفيلة لطاقة الرياح في محافظة الطفيلة هي أول محطة عاملة لتوليد الكهرباء من طاقة الرياح على نطاق تجاري في منطقة الشرق الأوسط. ساهمت المحطة الواقعة في المملكة الأردنية الهاشمية محافظة الطفيلة والبالغة استطاعتها 117 ميجاواط في زيادة إجمالي استطاعة توليد الكهرباء في الأردن بنسبة .3%. تتكون المزرعة من 38 توربينًا، افتتحها الملك عبد الله الثاني في ديسمبر 2015. تعتبر المزرعة الأولى من نوعها في المملكة والمنطقة. يهدف المشروع إلى تنويع مصادر الطاقة في الأردن وتعزيز مساهمة الطاقة المتجددة في مزيج الطاقة الكلي.
تم تطوير "محطة الطفيلة لطاقة الرياح" وتشغيلها من قبل "شركة مشروع رياح الأردن للطاقة المتجددة" التي تضم شركة مصدر (50%) و"البلاغة " (30%) والشركة العربية للاستثمارات البترولية (20%).

## صور المزرعة

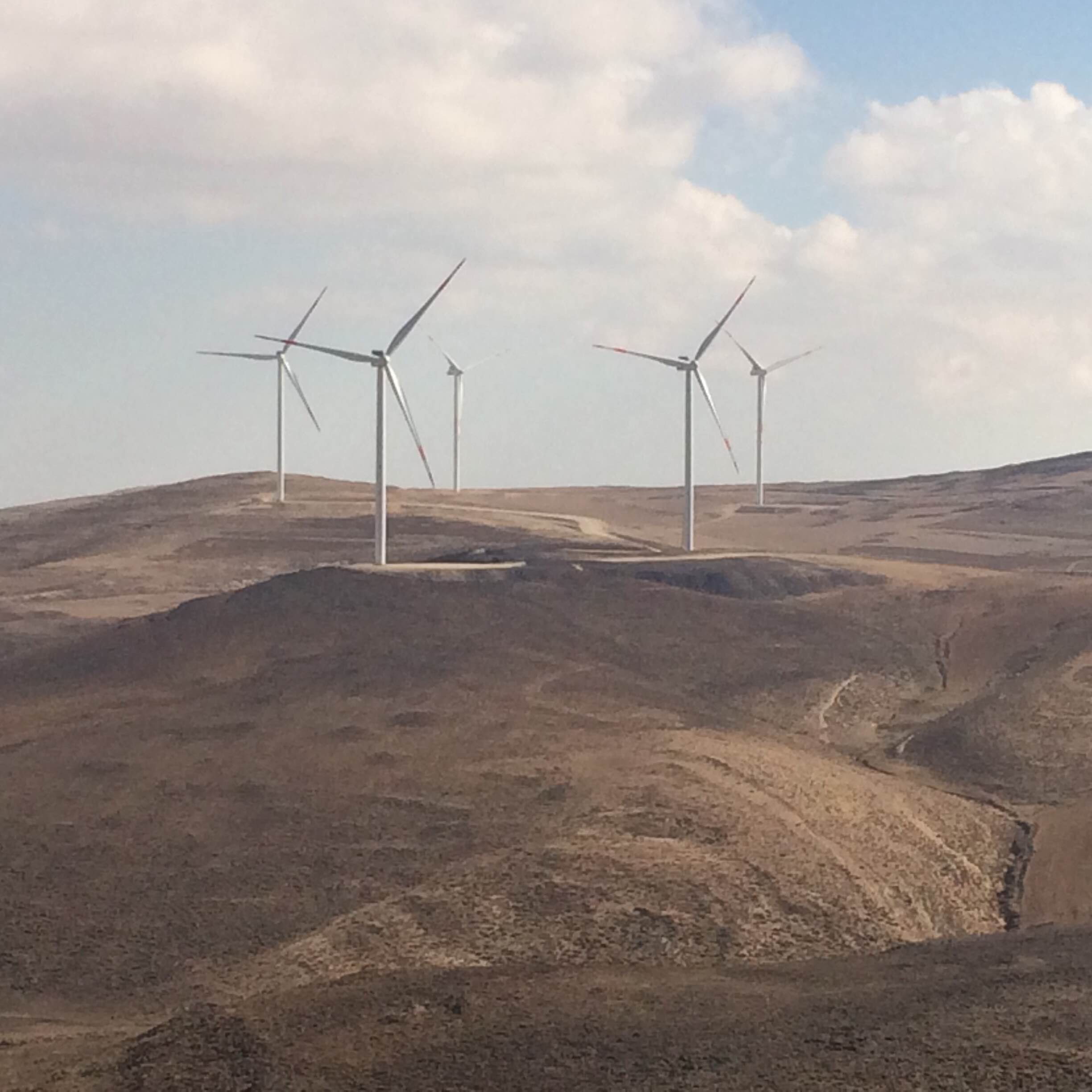
صورة لمزرعة الرياح
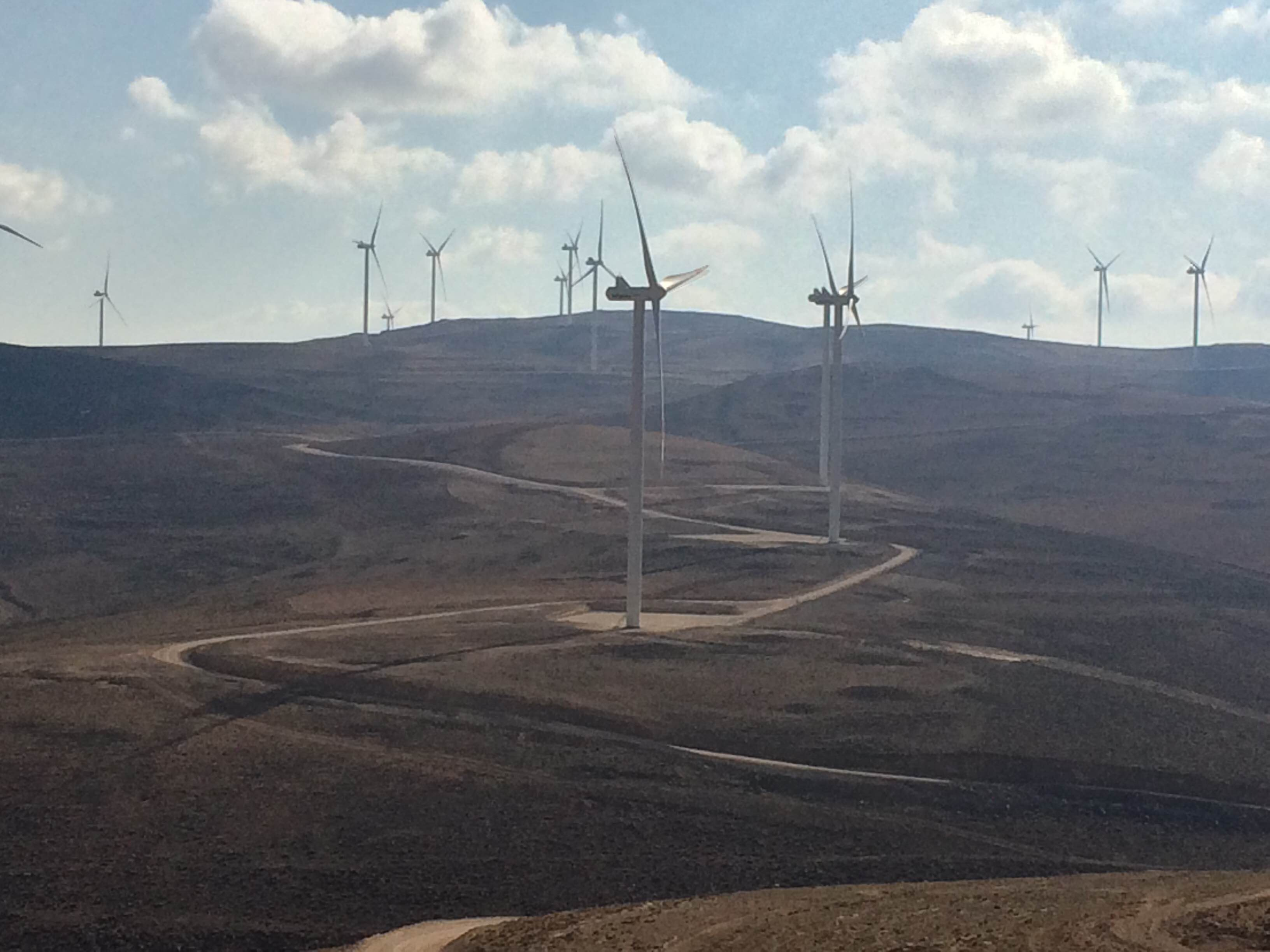
صورة لمزرعة الرياح